# أسروة مولريانية
أسروة مولريانية (الاسم العلمي: Aseroe muelleriana) هو نوع من الفطريات يتبع جنس الأسروة من فصيلة الفالوسية.